# 5-アザ-7-デアザグアニン
5-アザ-7-デアザグアニン（英語: 5-aza-7-deazaguanine）または、2-アミノイミダゾ[1,2-a][1,3,5]トリアジン-4(1H)-オン（英語: 2-aminoimidazo[1,2-a][1,3,5]triazin-4(1H)-one）は、5-アザ-7-デアザプリン塩基の1つで、グアニンの異性体である。ハチモジDNAの核酸塩基に使用され、6-アミノ-5-ニトロピリジン-2-オンと対になる。

ハチモジDNAの塩基対の水素結合（破線）